# Donald A. Wollheim
Donald A(llen) Wollheim (1. října 1914, New York – 2. listopadu 1990, tamtéž) byl americký vydavatel, redaktor, spisovatel a významný člen amerického fandomu science fiction.

## Život
Wollheim se významně zasloužil o rozvoj sci-fi fandomu v USA. Byl členem Greater New York Science Fiction Club, kterému tehdy předsedal Sam Moskowitz a také New York Science Fiction League, založené Hugem Gernsbackem roku 1934, konkrétně její newyorské pobočky Brooklyn Science Fiction League (BSFL), jejímiž členy byl kromě Wollheima také Frederik Pohl, John Michel a Robert A. W. Lowndes (tito čtyři sami sebe nazývali Quadrumvirate).
S oběma organizacemi se Wollheim rozešel. Podle autobiografie Isaaca Asimova In Memory Yet Green opustil Wollheim Greater New York Science Fiction Club, protože obhajoval otevřenější a společně s Johnem Michelem i dosti radikální politické postoje. Z New York Science Fiction League byl zase vyloučen pro neloajálnost, související se žalobami na Huga Gernbacka o honoráře za své první povídky. Roku 1937 proto založil s Johnem Michelem Fantasy Amateur Press Association a roku 1938 s několika přáteli další skupinu fanoušků science fiction s názvem Futuriáni (The Futurian Science Literary Society of New York}. Skupina se stala hlavní silou v rozvoji sci-fi literatury a sci-fi fandomu v období do roku 1945 a mnozí z členů skupiny se později stali významnými vydavateli, redaktory a spisovateli. S jednou ze členek skupiny, s Elsie Balterovou (1910-1996), se roku 1943 oženil.

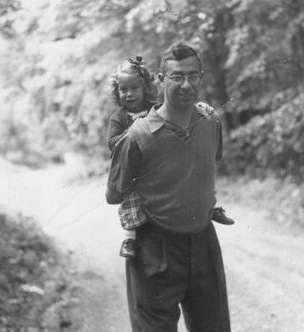
Donald A. Wolheim roku 1954 se svou dcerou Betsy

Kromě organizace fandomu se Wollheim věnoval i vlastní tvorbě. Svou první povídku The Man from Ariel publikoval již ve svých devatenácti letech (roku 1934) v časopise Wonder Stories. Pod různými pseudonymy (například Martin Pearson, Millard Verne Gordon, David Grinnell a další) napsal do roku 1988 téměř sto povídek a osmnáct románů, včetně knih pro děti.
Nejvýznamnější je však Wollheimova činnost editorská a vydavatelská. První antologie, kterou uspořádal, vyšla roku 1943 pod názvem The Pocket Book of Science-Fiction (jde o první knihu, která obsahovala ve svém názvu slovo science fiction) a byly v ní uvedeny mimo jiné povídky R. A. Heinleina, T. Sturgeona, A. Bierceho nebo H. G. Wellse. Celkem vydal dalších dvacet tři samostatných antologií. Zcela zásadní pro vývoj sci-fi se však stala jeho série dvaceti šesti antologií World's Best SF, ve kterých publikoval od roku 1965 do roku 1990 rok po roce podle jeho názoru nejlepší sci-fi povídky za minulý rok. Prvních sedm vydal ve spolupráci s Terry Carrem (1937–1987) v nakladatelství Ace Books, další ve spolupráci s Arthurem Williamem Sahou (1923–1999) ve vlastním nakladatelství DAW Books, založeném roku 1971. V těchto antologiích vyšla díla celé řady později slavných spisovatelů (Tad Williams, Carolyn Janice Cherryh a další).

## Ocenění
Za svou práci pro propagaci science fiction získal Wolheim řadu ocenění:
- 1972 – Locus Award za antologii World's Best Science Fiction: 1971.[6]
- 1984 – British Fantasy Awards – zvláštní cena.[7]
- 1987 – Forry Award za celoživotní dílo.[8]
- 1999 – cena Akademie science fiction, fantasy a hororu za antologii Donald A. Wollheim představuje nejlepší povídky sci-fi 1986.[9]
- 2002 – uvedení do Síně slávy science fiction a fantasy.[10]

## Dílo

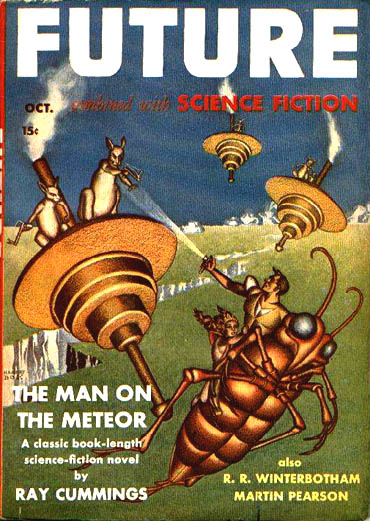
Obálka časopisu Future Combined with Science Fiction z roku 1941 s Wollheimovou povídkou Pogo Planet.

### Povídky (výběr)
- The Man from Ariel (1934).
- The Space Lens (1935), jako Millard Verne Gordon.
- Ajax Calkins, povídkový cyklus napsaný pod pseudonymem Martin Pearson.
  - Pogo Planet (1941).
  - Destiny World (1941).
  -  Mye Day (1942).
  - Ajax of Ajax (1942).
- Mimic (1942), jako Martin Pearson, sci-fi horor.
- The Planet Called Aquella (1942), jako Martin Pearson.
- Top Secret (1948), jako David Grinnell.
- The Lysenko Maze (1953), jako David Grinnell.
- How Many Miles to Babylon? (1963).
- The Egg from Alpha Centauri (1969).
- The Rules of the Game (1973).
- Interplane Express (1988), spoluautor Cyril M. Kornbluth.

### Povídkové sbírky
- Two Dozen Dragon Eggs (1969).
- The Men from Ariel (1982).
- Up There and Other Strange Directions (1988)
- Donald A. Wollheim, Science Fiction Collection (2016).

### Romány
- The Secret of Saturn's Rings (1954), román pro mládež.
- The Secret of the Martian Moons (1955), román pro mládež.
- One Against the Moon (1956).
- Across Time (1957), jako David Grinnell.
- The Edge of Time (1958), jako David Grinnell.
- The Martian Missile (1959), jako David Grinnell.
- The Secret of the Ninth Planet (1959), román pro mládež.
- Destiny's Orbit (1961), jako David Grinnell. Román vznikl na základě povídkového cyklu Ajax Calkins
- Mike Mars, románový cyklus určený mladým čtenářům založený na vesmírných projektech NASA:
  - Mike Mars, Astronaut (1961).
  - Mike Mars Flies the X-15 (1961).
  - Mike Mars at Cape Canaveral (1961), roku 1966 jako Mike Mars at Cape Kennedy.
  - Mike Mars in Orbit (1961).
  - Mike Mars Flies the Dyna-Soar (1962).
  - Mike Mars, South Pole Spaceman (1962).
  - Mike Mars and the Mystery Satellite (1963).
  - Mike Mars Around the Moon (1964).
- Destination: Saturn (1967), jako David Grinnell, spoluautor Lin Carter, pokračování románu Destiny's Orbit'!.
- To Venus! To Venus! (1970), jako David Grinnell.

### Antologie World's Best SF
- World's Best Science Fiction: 1965, společně s Terry Carrem.
- World's Best Science Fiction: 1966, společně s Terry Carrem.
- World's Best Science Fiction: 1967, společně s Terry Carrem.
- World's Best Science Fiction: 1968, společně s Terry Carrem.
- World's Best Science Fiction: 1969, společně s Terry Carrem.
- World's Best Science Fiction: 1970, společně s Terry Carrem.
- World's Best Science Fiction: 1971, společně s Terry Carrem.
- The 1972 Annual World's Best SF, společně s Arthurem Williamem Sahou.
- The 1973 Annual World's Best SF, společně s Arthurem Williamem Sahou.
- The 1974 Annual World's Best SF, společně s Arthurem Williamem Sahou.
- The 1975 Annual World's Best SF, společně s Arthurem Williamem Sahou.
- The 1976 Annual World's Best SF, společně s Arthurem Williamem Sahou.
- The 1977 Annual World's Best SF, společně s Arthurem Williamem Sahou.
- The 1978 Annual World's Best SF, společně s Arthurem Williamem Sahou.
- The 1979 Annual World's Best SF, společně s Arthurem Williamem Sahou.
- The 1980 Annual World's Best SF, společně s Arthurem Williamem Sahou.
- The 1981 Annual World's Best SF, společně s Arthurem Williamem Sahou.
- The 1982 Annual World's Best SF, společně s Arthurem Williamem Sahou.
- The 1983 Annual World's Best SF, společně s Arthurem Williamem Sahou.
- The 1984 Annual World's Best SF, společně s Arthurem Williamem Sahou.
- The 1985 Annual World's Best SF, společně s Arthurem Williamem Sahou.
- The 1986 Annual World's Best SF, společně s Arthurem Williamem Sahou.
- The 1987 Annual World's Best SF, společně s Arthurem Williamem Sahou.
- The 1988 Annual World's Best SF, společně s Arthurem Williamem Sahou.
- The 1989 Annual World's Best SF, společně s Arthurem Williamem Sahou.
- The 1990 Annual World's Best SF, společně s Arthurem Williamem Sahou.